# عقاب دریایی استلر
عقاب دریایی استلر (نام علمی: Haliaeetus pelagicus) پرندهٔ شکاری بزرگی از خانوادهٔ بازان است. این عقاب در سواحل اقیانوسی شمال شرق آسیا زندگی می‌کند و طعمهٔ اصلی او ماهی و پرندگان آبزی است. عقاب دریایی استلر حدود ۵ تا ۹ کیلوگرم وزن دارد و بزرگترین نوع عقاب از نظر وزن محسوب می‌شود. نام آن از طبیعت شناس آلمانی، گئورگ ویلهلم استلر گرفته شده است. در کل طول آن 85 تا 105 سانتیمتر و فاصله بال هایش 195 تا 250 سانتیمتر است.

## نگارخانه

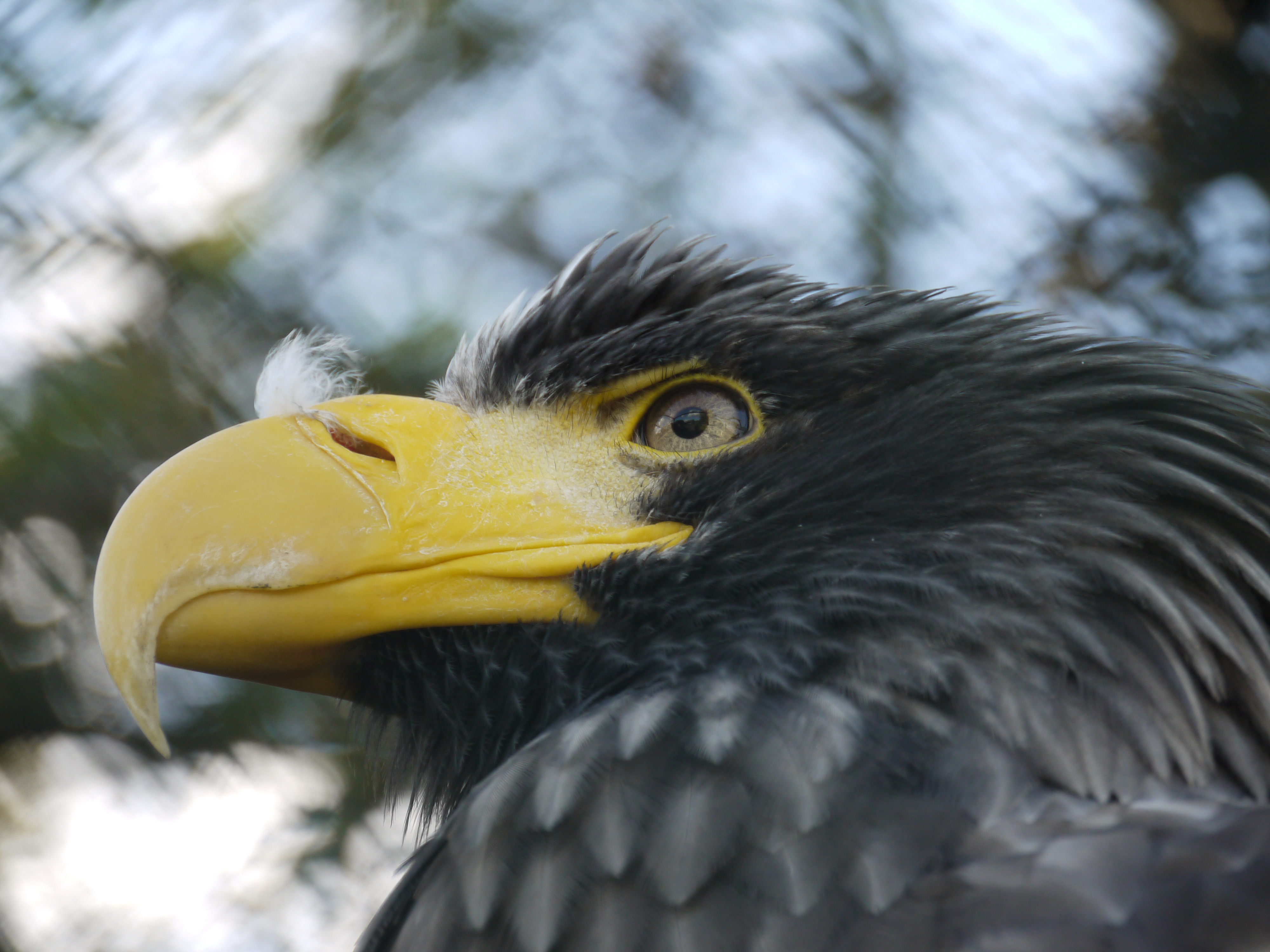
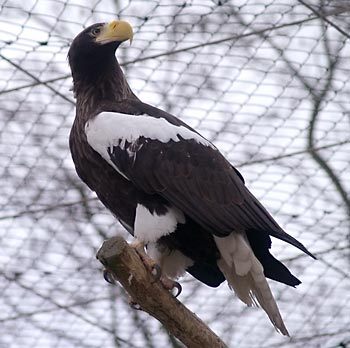
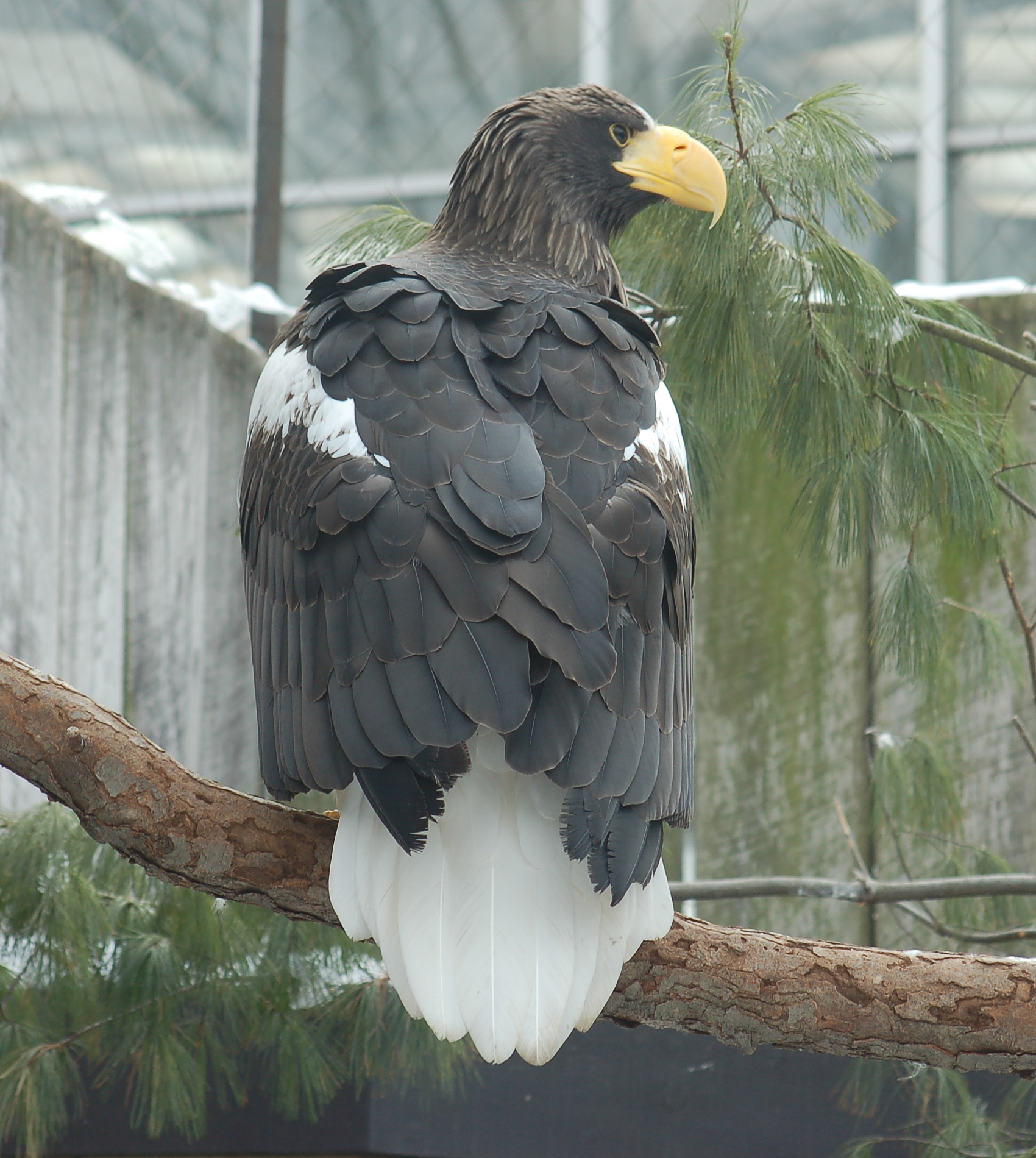
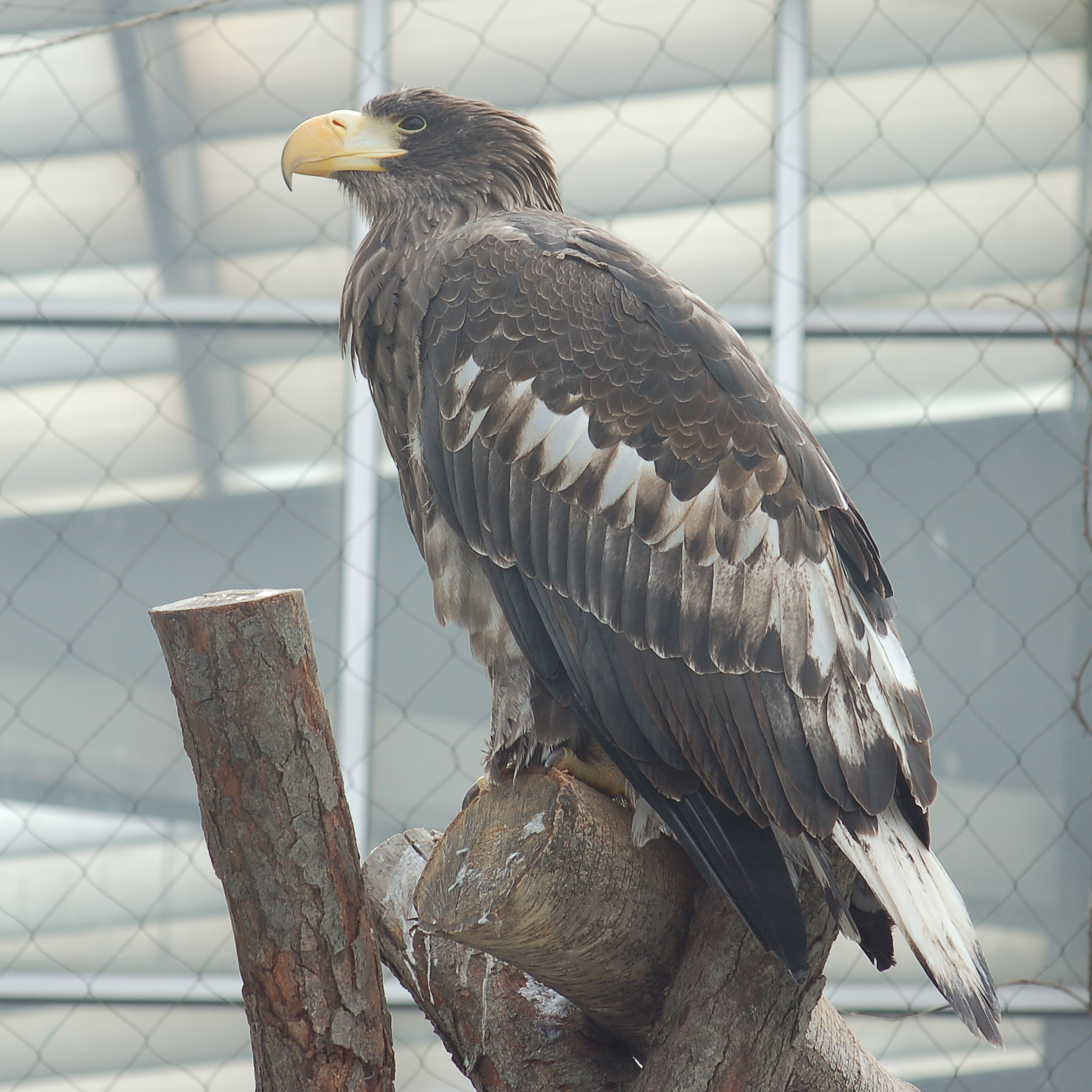